# Doukkala-Abda
Doukala-Abda  (arapski:دكالة عبدة) je jedna od 16 regija Maroka i nalazi se na sjeveru kraljevine. U području regije živi 2,037.018 stanovnika (stanje po procjeni iz 2007. godine), na površini od 13.285 km2. Glavni grad je Safi.

## Administrativna podjela
Regija se sastoji od sljedećih provincija :
- El Jadida
- Safi

## Gradovi
Veći gradovi u regiji su:
- Azemmour
- Bouhmame
- Chtouka
- El Ghiate
- El Jadida
- Haouzia
- Laghnadra
- Mettouh
- Moulay Abdallah
- Oulad Hacine
- Saniat Berguig
- Sidi Ali Ben Hamdouche
- Sidi Bennour
- Youssoufia

## Stanovništvo
| 1 793 458                                         | 1 984 039 | 2 037 018 |
| 1994., 2004. : službeni popis ; 2007. : procjena; |           |           |